# کایماش‌باش
کایماش‌باش (انگلیسی: Kaymashbash) یک شهرک در شهرستان یانائولسکی استان باشقیرستان کشور روسیه است.